# Вбивство Рейчел Барбер

Рейчел Елізабет Барбер. Світлина з меморіального сайту дівчини, створеного батьками

Вбивство Рейчел Барбер (англ. Murder of Rachel Barber) — злочин, скоєний у березні 1999 року в Мельбурні. Вбивство 15-річної Барбер її нянею Керолайн Рід Робертсон викликало гучне обговорення у світових медіа, які поверталися до цієї теми неодноразово у 2013, 2014 та 2015 роках. Подія стала основою документального розслідування, написаного матір'ю жертви, та художнього фільму, знятого за його мотивами. Фільм був удостоєний національних та міжнародних нагород .

## Обставини події
Рейчел Елізабет Барбер (англ. Rachel Elizabeth Barber) народилася 12 вересня 1983 року. Навколишні відзначали її неабиякі здібності до танцю, сором'язливість та стриманість у стосунках із малознайомими людьми. 
Наприкінці 1992 року або на початку 1993 року сім'я дівчинки переїхала до Монт-Алберт. Приблизно в цей час сім'я Барберів познайомилася з Керолайн Рід Робертсон (англ. Caroline Reed Robertson). Зближення відбулося завдяки молодшим сестрам Керолайн Робертсон, які були добре знайомі з Рейчел і разом навчалися. 
На момент злочину Рейчел було 15 років. Вона проживала з батьками та двома молодшими сестрами у Північному Бейсуотері, куди сім'я переїхала в грудні 1997 року. Дівчина страждала від астми, але останнім часом відчувала поліпшення здоров'я; мала проблеми з навчанням у школі, якою мало цікавилася, якийсь час вона зазнавала труднощів у заняттях танцями і була навіть змушена припинити їх майже на рік. Разом з тим, зовні вона справляла враження успішної та благополучної дівчини. З вересня 1998 року Барбер була ученицею денного відділення танцювальної школи Dance Factory у Річмонді, для чого залишила середню школу, в якій раніше навчалася.
Протягом 1996 і 1997 років Керолайн Робертсон працювала нянею у Барберів, залишаючись з їхніми дітьми, включаючи Рейчел. 1997 року Робертсон фотографувала Рейчел для проєкту. Приблизно у вересні або жовтні 1998 року Рейчел повідомила матері, що впливовий поціновувач зацікавився всерйоз цими фотографіями Керолайн. Під час літніх канікул 1999 року Керолайн по телефону попросила одну з молодших дівчат Барбер назвати їй дату народження Рейчел, що необхідно в рамках проєкту, над яким вона нібито працювала. Після отримання цих даних Керолайн подала заяву на копію свідоцтва про народження Рейчел. Поліція вважала, що саме тоді вона прийшла до думки вбити дівчину.

У неділю 28 лютого 1999 Робертсон і Рейчел двічі говорили по телефону (обидва рази дзвонила Робертсон). Один дзвінок був зроблений о 17:24 вечора (цей дзвінок триваі 15 хвилин і 27 секунд), а другий — о 17:45 вечора (29 хвилин і 42 секунди).

### Вбивство Рейчел Барбер
Наступного ранку, 1 березня, батько дівчини привіз її на трамвайну зупинку на розі Рівердейл та Елгар-роуд, щоб вона могла доїхати звідти до Річмонда. Близько 9:30 вони розлучилися. Дівчина домовилася зустрітися з батьком на цій трамвайній зупинці ввечері о 18:15. Коли вона не з'явилася на зупинці в цей час, батьки повідомили про це поліцейську дільницю.
Розлучившись із батьком, Рейчел вирушила до танцювальної школи в Річмонді, де вона зустріла свого бойфренда Еммануеля Кареллу (однокласники називали пару Ромео та Джульєтта) та його брата Доменіка. Близько 10:15 ранку вона, її подруга Елліс та брати Карелла вже перебували на заняттях. У другій половині дня 1 березня Рейчел розповіла одному з учнів школи на ім'я Ендрюс, що «збирається заробити багато грошей цього вечора» і що це «пов'язано з кимось, кого він не знає». Вона додала, що пояснить йому наступного дня, що це за спосіб. Цього ж дня вона показала своєму бойфренду пару взуття за 100 доларів і сказала, що придбає його наступного дня, тобто у вівторок; Рейчел повідомила йому, що має намір заробити купу грошей і зустрічається зі старою подругою. Друзі припустили, що йдеться про роботу моделі.
Приблизно о 17:35, після закінчення занять, Рейчел пішла зі школи з друзями і дійшла з ними Черч-стріт до Бридж-Роуд. Тут вона попрощалася з ними і о 17:45 пішла далі одна. Рейчел зустрілася з Робертсон, і вони сіли на трамвай. Робертсон імовірно обдурила Рейчел, домовившись із нею про зустріч після уроків танців і запропонувавши 100 доларів за участь у якомусь «психологічному експерименті». За іншою версією, Робертсон сказала Рейчел, що та може заробити 500 доларів, якщо візьме участь у конфіденційному психологічному опитуванні. Студент Dance Factory, який їхав на тому ж трамваї цього вечора, пізніше сказав поліції: «Я пам'ятаю, що Рейчел виглядала дуже красивою і що вона була просто вражаючою порівняно зі своєю подругою, яка здавалася простудженою». Дівчата вийшли з трамвая в Праграні та пішли до квартири Робертсон. Близько 18:40 випадковий свідок бачив Рейчел у компанії дівчини, яку пізніше він упізнав як Робертсон, поблизу її будинку. Через деякий час сусідові почулися крики з квартири Керолайн, але він не надав їм значення.
Події, що відбувалися вдома у Керолайн, реконструювалися на основі її зізнань і записів, зроблених напередодні вбивства. Керолайн і Рейчел приготували піцу (в яку Керолайн, за її записами, збиралася додати снодійне, і слідство допускало, що так і сталося). Рейчел відмовилася пити алкоголь, який Керолайн придбала. Керолайн попросила Рейчел зробити танцювальну вправу та подумати про щасливі та приємні речі. Через короткий час вона задушила Рейчел шматком телефонного шнура від апарату, що прийшов у непридатність.

### Спроби приховування злочину та викриття вбивці
Робертсон тримала тіло Рейчел у квартирі (в шафі для одягу) протягом двох днів, телефонний шнур був, як і раніше, обернутий навколо шиї. Тіло було там 2 березня, коли Керолайн відвідав її батько, Девід Рід, якому вона зателефонувала і сказала, що хвора. Двері до спальні, де знаходилося тіло, були зачинені. Потім Керолайн загорнула тіло Рейчел у два килимки (у пресі згадувалися також дві ковдри або пледи) і помістила його у велику сумку. Сумку так ніколи і не було знайдено, хоча Робертсон згадала, що залишила її на фермі свого батька в Кілморі. Вона сказала водієві таксі, що перевозить скульптуру. Тіло вона поховала у поспіхом викопаній неглибокій могилі на фермі батька серед дерев біля греблі. Випадково чи навмисно, Робертсон поховала тіло дівчини поряд зі старою могилою своєї домашньої тварини.
1 березня 1999 о 8:36 ранку Керолайн повідомила на роботу, що вона не спала напередодні вночі і почувається погано, тому не прийде цього дня. Вона прийшла на роботу наступного ранку, у вівторок 2 березня, близько 9 години ранку. Керолайн була блідою, але спокійною. Її відправили додому близько 10 години, коли вона поскаржилася на нездужання. Передбачалося, що тіло вона перевезла до Кілмора 3 березня. У розмовах зі знайомими та співробітниками вона згадувала пізніше знайомство з Рейчел і висловлювала припущення, що дівчина втекла з дому, що нібито було характерним для неї і раніше. Керолайн зробила невдалу спробу взяти в банку кредит (у розмірі 10 000 доларів США) на купівлю легкового автомобіля, хоча в неї навіть не було водійських прав. 12 березня поліція вкотре вирушила на квартиру Керолайн, цього разу із ключами, отриманими від агентів з нерухомості. Проте поліція не змогла увійти до квартири. Номер телефону у квартирі також не відповідав. Приблизно о 18:10 викликана поліцейськими служба порятунку допомогла отримати доступ до квартири через відчинене вікно до спальні. Пожежники побачили, що Керолайн лежить на підлозі біля свого ліжка непритомна. Вона страждала на епілепсію, і напад, ймовірно, викликало прибуття поліції до її квартири.
Поліція обшукала квартиру. Було знайдено пару сумок з одягом, який не міг належати господині квартири, але відповідав розміру одягу Барбер, а також заяву на отримання копії свідоцтва про народження на ім'я Рейчел Елізабет Барбер. Керолайн було доставлено машиною швидкої допомоги до лікарні. О 21:52 детектив Патерсон розпочав допит у справі про зникнення Рейчел Барбер. Керолайн зізналася у її вбивстві. У суботу 13 березня поліція вирушила до Кілмору для пошуку тіла, яке незабаром було виявлено в неглибокій могилі з телефонним кабелем навколо шиї.

## Версії мотивів злочинниці
Керолайн Робертсон народилася в Мельбурні 3 листопада 1978 року у досить забезпеченій сім'ї, в якій, однак, існували серйозні проблеми у стосунках між батьками. У неї самої був конфлікт з батьками, і під час слідства поліція припускала, що вона зазнавала фізичного насильства з боку обох батьків. Її мати вважала Керолайн гіршою за сестру і страждала від перепадів настрою, батька дівчина сприймала як озлоблену і авторитарну людину. Сама вона страждала на ожиріння, почувалася самотньою, переживала знущання і глузування з боку однолітків. У своїх нотатках вона стверджувала, що відчуває огиду до себе, відчуває себе нещасною: «джерелом проблем», «людиною, яка не виправдала очікувань». У відповідь вона робила «погані речі», пояснюючи це: «Вони очікували, що я буду поганою, і тому я нею була. Я вкрала речі та не знаю, чому я це зробила. Я була така засмучена і розсерджена! Мені зараз погано». «Я почуваюся як неспокійна і закатована втрачена душа, яка була кинута у світ ангелів», — записала Робертсон напередодні вбивства. У дитинстві вона проводила багато часу на сімейній фермі на північ від Мельбурна у Кілморі. Після закінчення школи вона працювала у постачальника послуг мобільного зв'язку на Сент-Кілда-Роуд у Мельбурні, підтримуючи зі співробітниками лише ділові відносини. У розмовах з начальником вона стверджувала, що має «друзів», пов'язаних з театром і телебаченням. «Я був трохи здивований цим, оскільки мені здавалося, що Керолайн не розуміється на мистецтві», — розповідав він потім поліції.
У ході слідства та судового процесу висловлювалися різні версії мотивів злочину:
- Заздрість Робертсон до успішнішої та красивішої Барбер. У свідомості Робертсон Рейчел могла бути однією з тих моделей чи артисток, портрети яких прикрашали обкладинки глянсових журналів для підлітків, саме такою мріяла стати вона сама[2]. Суддя Френк Вінсент[en] серед мотивів скоєного Керолайн вбивства виділив її заздрість до Рейчел, що мала благополучну сім'ю, красу та яскраву особистість, а також переконаність, що дівчина, ймовірно, буде щасливою і успішною в житті, що самій Керолайн, як вона вважала, не судилося[20]. Суддя писав, що певною мірою Керолайн — не молода жінка, яка постала перед судом за скоєне вбивство; на рівні своєї фантазії вона все ще маленька дівчинка, яка перебуває в біді і лякається покарання[21].
- Прагнення Робертсон перетворитися на свою жертву. Під час попереднього ув'язнення Керолайн навчалася на практиці буддійського ченця, який відвідував її в камері[21]. Під час обшуку в її квартирі були виявлені власноручні записи, що містили план скоєння вбивства та позбавлення тіла жертви. Як видно з цих нотаток, злочинниця мала намір прийняти ім'я «Джем Саутол» (англ. «Jem Southall», Саутолл — дошлюбне прізвище матері Рейчел Барбер). Вона навіть склала коротку біографію Джем Саутол, яка містила фіктивні подробиці життя нової особи, в яку вбивця планувала перетворитися[12].
- Пристрасне кохання Робертсон до Барбер, яке вона намагалася подолати. Суддя Верховного суду Австралії Френк Вінсент скаже пізніше, що Робертсон мала «ненормальний, майже нав'язливий інтерес» до дівчинки[2]. Записи злочинниці містили нотатки про жертву, включаючи спостереження за її зовнішністю та характеристику особистості. Вона описувала вбиту дівчину як дуже обдаровану та розумну. Керолайн писала, зокрема: «Напрочуд привабливе тіло танцюристки. Дуже чиста світла шкіра, гіпнотичні зелені очі, фарбоване волосся різних кольорів». Тут вона пише про бажання спотворити її тіло[12].

Керолайн дбайливо спрямовувала вчинки своєї жертви, яку вона добре знала і яка їй беззастережно довіряла. Суддя Вінсент припустив можливість будь-якої з існуючих версій і згадав їх у вироку: «Ви були мотивовані заздрістю до краси Рейчел та її особистості, насамперед тому, що ви вважали, що вона, ймовірно, матиме більш щасливе та успішне життя, ніж ви»; вбивство було скоєно, «щоб досягти неможливого насправді сновидіння»; «ви уявляєте реальну небезпеку для будь-кого, хто може стати нещасним об'єктом вашої фіксації».
Суддя визнавав, що Керолайн покаялася у скоєнні злочину, але мотивом цього каяття є жалість до себе. Він засудив підсудну до 20 років позбавлення волі, до яких були включені 627 днів слідства та суду, встановивши мінімальний термін обов'язкового ув'язнення у 14,5 років .

### Доля Керолайн Рід Робертсон
Керолайн Рід Робертсон різко змінилася в роки ув'язнення. На фотографіях в 2013 році вона постає худішою, з довгим прямим волоссям і худим обличчям. Фото засудженої приголомшило батьків Рейчел Майкла та Елізабет Барбер, які не бачили вбивцю своєї дочки відтоді, як її було засуджено до 20 років в'язниці у листопаді 2000 року. Дивлячись на фотографію, батько дівчини несподівано зіставив її новий образ зі своєю дочкою (він побачив в ув'язненій велику схожість). Мати стверджувала, що ув'язнена свідомо копіювала образ іншої персонажки — німецької наркоторговиці Андрії Мор. Робертсон мала право на умовно-дострокове звільнення у 2013 році, але її звільнення було відкладено після публічного протесту батьків Рейчел, яких підтримав і колишній бойфренд Рейчел Карелла. При цьому 2013 року батьки жертви підтвердили, що вони пробачили вбивцю своєї дочки. Було відомо, що у в'язниці Робертсон підтримувала лесбійські стосунки зі співкамерницями. Колишня ув'язнена, яка провела довгий час з Робертсон, стверджувала, що вбивця ніколи не говорила про свій злочин і ніколи не виявляла жодних докорів сумління.
Робертсон все ж вийшла на волю умовно-достроково у січні 2015 року, її звільнення цього разу підтримали і Барбери. Основні умови звільнення: вона не повинна порушувати закон, повинна підкорятися умовам нагляду і повинна повідомити свого поліцейського щодо умовно-дострокового звільнення про будь-яку зміну адреси за два дні.

## Злочин у літературі та кінематографі
У 2003 році у видавництві «Penguin Random House Company» була опублікована книга «Вчинена жертва», присвячена вбивству Рейчел Барбер. Авторки, вказані на обкладинці книги, — Елізабет Саутол і Меган Норріс. Елізабет Саутол — псевдонім (дошлюбне прізвище) Елізабет Барбер, матері вбитої дівчини. Вона народилася у Вікторії у 1959 році і була однією з чотирьох дітей Айвана Саутолла, відомого австралійського письменника, якому принесли популярність книги для підлітків. Сама Елізабет відома своєю роботою як літературознавиця — спеціалістка з дитячої літератури. Елізабет вела записи відтоді, коли отримала звістку про зникнення та загибель дочки, і ці записи лягли в основу книги. Елізабет живе у передмісті Мельбурна Хітмонте з чоловіком Майклом, творцем іграшок та дизайнером, та двома іншими дочками — Ешлі-Роуз та Хізер. Коли була опублікована книга, вона навчалася в бакалавріаті теології.
Співавторка Елізабет Саутолл, Меган Норріс — журналістка з Великої Британії. Її кар'єра почалася в 1976 році як репортерки, яка спеціалізується на кримінальних новинах. Тема, яку вона неодноразово порушувала, — вплив злочину на самих жертв та членів їхніх сімей. Перший контакт Норріс із Елізабет стався, коли вона готувала статті про сім'ю Барберів для австралійської преси. Елізабет і Меган стали близькими подругами, почалося співробітництво в роботі над книгою про Рейчел Барбер «Повна жертва», яка зайняла понад три роки. Норріс живе в Мельбурні, в штаті Вікторія, зі своїм чоловіком Стівеном і двома синами Алексом і Пітером.
У 2009 році на основі книги «Вчинена жертва» в Австралії режисеркою Симоною Норт (англ. Simone North) був знятий художній фільм «В її шкірі» (англ. «In Her Skin»). Його первісна назва — «Як змінитись за 9 тижнів»,англ. «How To Change in 9 Weeks» (такий запис був на обкладинці зошита Робертсон, в який вона заносила свої плани щодо вбивства Рейчел Барбер). 2011 року фільм демонструвався у кінотеатрах під назвою «Я — ти» (англ. «I Am You», Австралія, 107 хвилин, студії «Screen Australia» та "Liberty Films International"). Ролі в ньому виконували Гай Пірс (батько Рейчел), Рут Бредлі (Керолайн Рід Робертсон), Сем Ніл (батько Керолайн), Міранда Отто (Елізабет Барбер), Кейт Белл (Рейчел Барбер). «Я розплакався, коли зустрів їх», — згадував Пірс про свою першу зустріч із Барберами. Прем'єра фільму відбулася на кінофестивалі у Брісбені. Його показали на національних та міжнародних кінофестивалях, та на Міланському кінофестивалі 2011 Рут Бредлі, яка виконувала роль Робертсон, завоювала приз у номінації «Краща акторка» . Фільм також здобув нагороду від Австралійського кінематографічного товариства у номінації NSW & ACT Highly Commended за найкращу роботу оператора. 2013 року, за кілька років після показу в кінотеатрах, фільм пройшов на австралійському телебаченні. Випуск фільму в прокат, а потім і показ на телебаченні були затьмарені фінансовими скандалами та розбіжностями продюсерів із сім'єю Барберів.

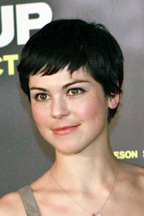
Кейт Белл, виконавиця ролі Рейчел
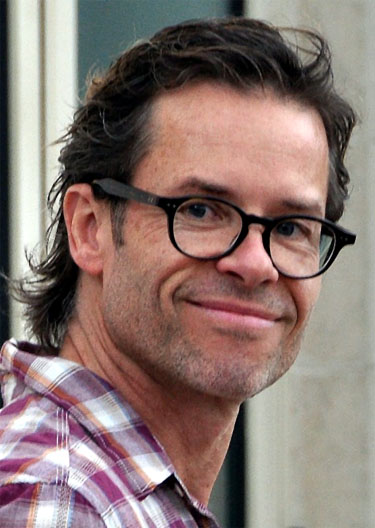
Гай Пірс, виконавець ролі її батька
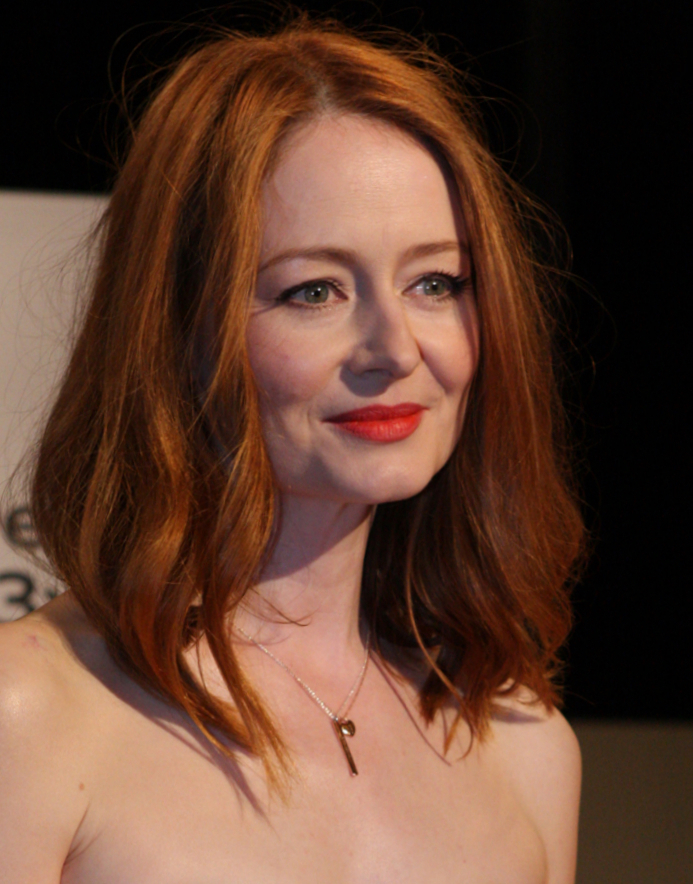
Міранда Отто, виконавиця ролі матері
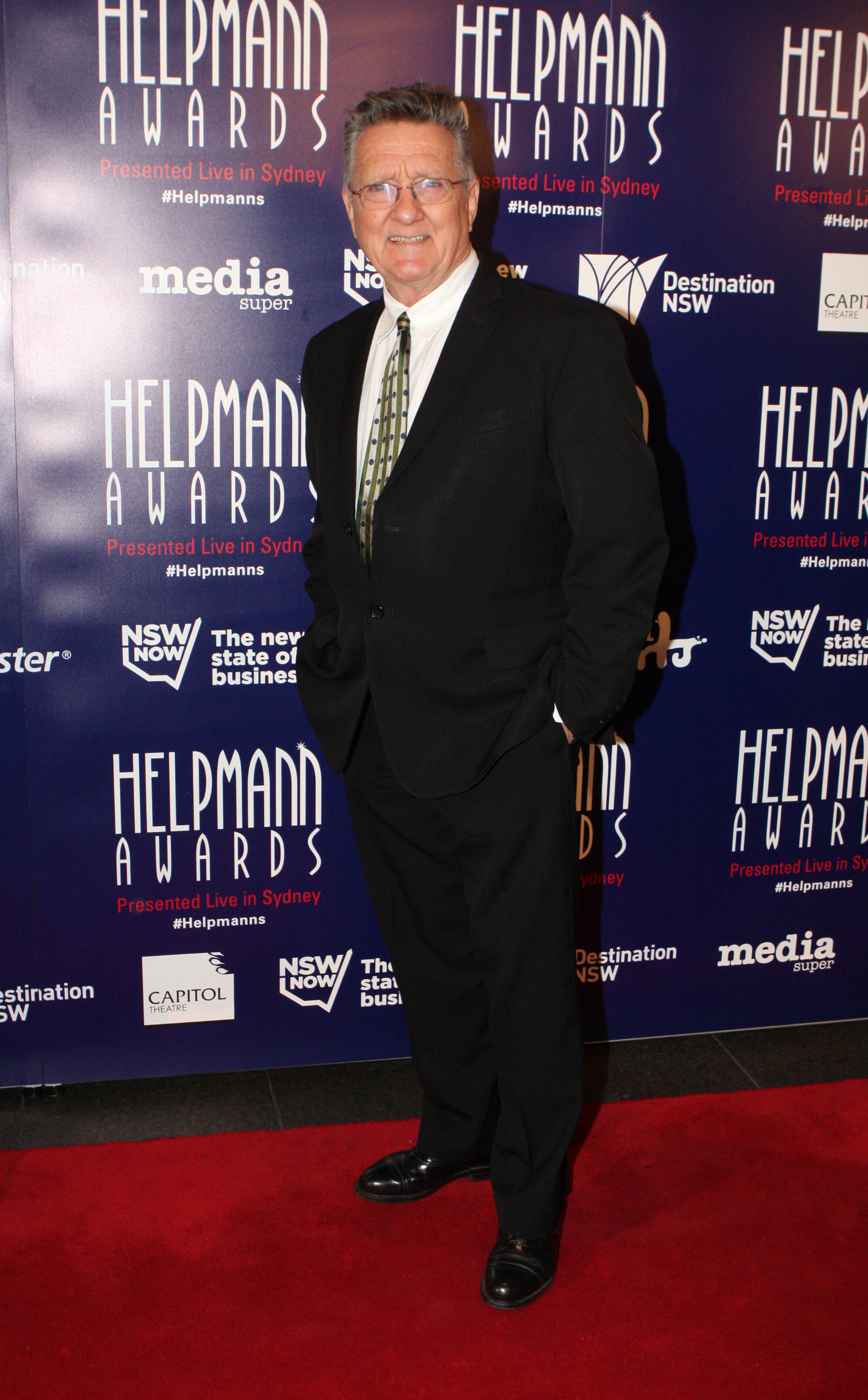
Грем Бланделл[en], виконавець ролі діда Рейчел - письменника Айвана Саутолла